# 鴫谷亮一
鴫谷 亮一（しぎや りょういち、1914年 - 1989年6月21日）は、日本の医学者、医師。専門は循環器内科。

## 経歴
旧制静岡県立静岡中学校、旧制静岡高等学校理科乙類、東京帝国大学医学部卒業。1974年まで群馬大学医学部第二内科（循環器内科）教授。東海大学医学部教授、国立横浜病院院長を歴任。
新谷家は戦国期に今川氏勢力下の駿河国に来住、5代目述賢の頃に新谷を鴫谷姓に改め郷士となり、医術を甲斐国の徳本に学び、代々業とした。江戸幕末期の鴫谷一元(14代)は、兵太夫新田(現藤枝市内)の村松良元に医科修業、田中藩の御典医でもあったと伝えられる。この一元は1876年（明治9年）に隠居別家し、自らは代々定住の子持坂村(現藤枝市内)から近隣の横内村へ転居、医業を継続した。この後、14代一元、15代一元（養子：井出禮二郎、または井出禮二）、元熈、亮一と継嗣され、静岡、東京へと転居した。

## 著書
- 『内科疾患と看護：精神科疾患と看護』	鴫谷亮一[等]著　メヂカルフレンド社　1989
- 『内科疾患と看護：精神科疾患と看護』	鴫谷亮一ほか著　メヂカルフレンド社　1987.11
- 『最新看護学入門』　メヂカルフレンド社　1982.11
- 『高血圧症治療』　鴫谷亮一 [ほか]編集　東京大学出版会　1979.4
- 『鴫谷亮一教授の高血圧と低血圧』　鴫谷亮一 著	主婦の友社　1979.6
- 『日本人の栄養と循環器疾患』　鴫谷亮一 [ほか]編著	保健同人社　1977.3
- 『内科疾患と看護：精神科疾患と看護』	鴫谷亮一, 伊佐マル [著] ; 江副勉, 石井毅, 木村久子 [著]　メヂカルフレンド社　1975.11
- 『内科疾患と看護：精神科疾患と看護』	鴫谷亮一[ほか]著　メヂカルフレンド社　1974.11
- 『循環系の力学と計測』	鴫谷亮一, 望月政司, 金井寛 編　コロナ社　1971